# Masao Yamamoto
Masao Yamamoto (山本昌男 Yamamoto Masao?, 1957, ciudad de Gamagōri, prefectura de Aichi, Japón) es un fotógrafo independiente japonés conocido por sus pequeñas fotografías, que tratan de individualizar las impresiones fotográficas como objetos.

## Biografía
Masao Yamamoto estudió pintura antes de escoger la fotografía en gelatina de plata como su medio artístico. Comenzó exponiendo en muestras colectivas tanto en Japón como en Italia.
Su primera gran exposición individual la realizó en 1994 en la Shapiro Gallery de San Francisco con la serie A Box of Ku. Y su espaldarazo internacional le llegó en 1996 con una muestra en la Yancey Richardson Gallery de Nueva York.
Desde entonces su presencia es habitual en galerías y museos de Estados Unidos, Europa, Japón, Rusia y Brasil. Sus fotografías han aparecido en grandes medios internacionales y las principales revistas de arte.
Masao Yamamoto reside en Yatsugatake Nanroku, en la prefectura de Yamanashi, donde disfruta creando su trabajo rodeado de naturaleza.